# Candango

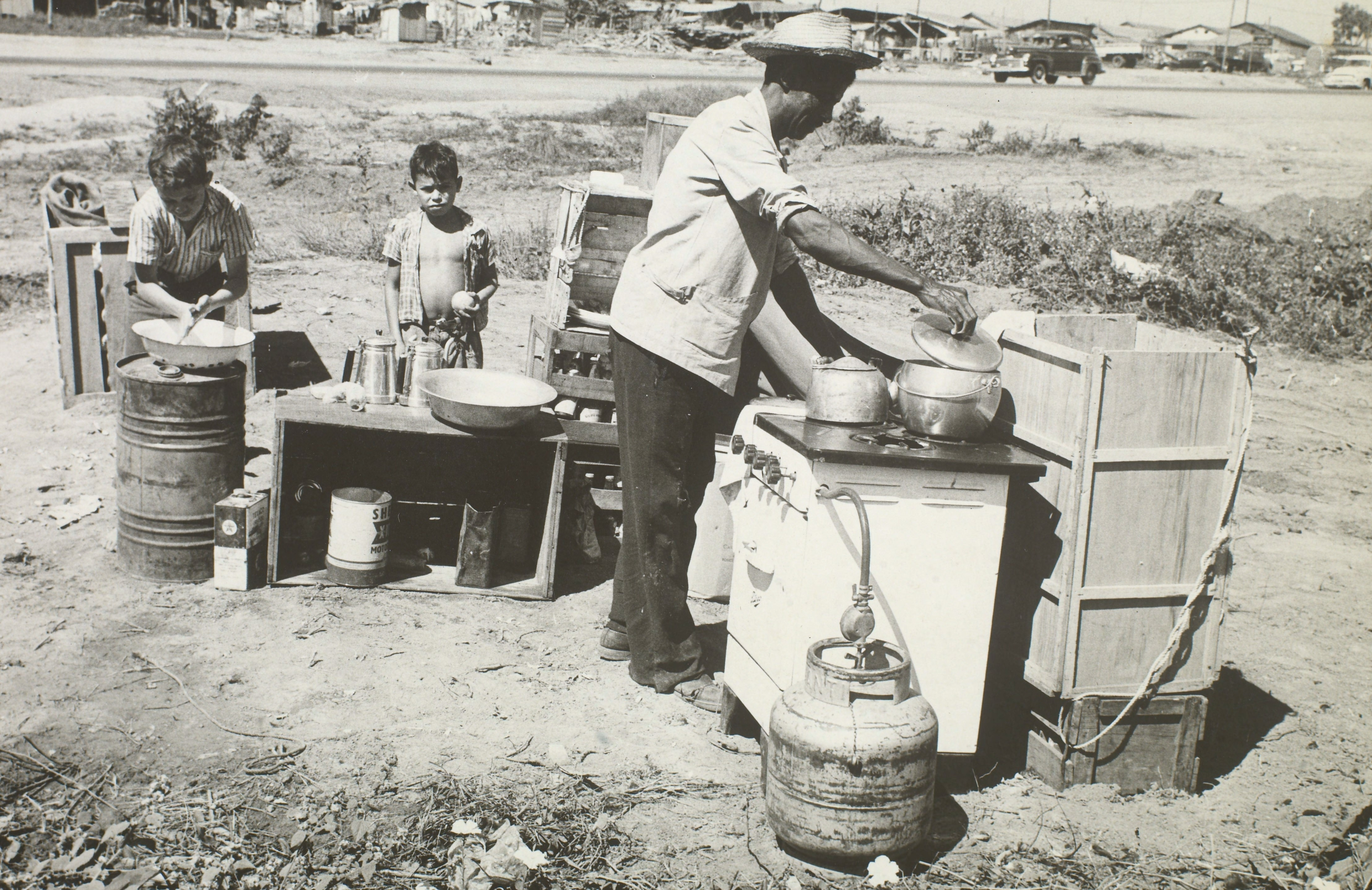
Candango preparando comida com crianças perto. Ao fundo, um típico acampamento pioneiro.

Candango é o termo pelo qual ficaram conhecidos os operários que trabalharam na obra de construção da nova capital, Brasília, e em toda a infraestrutura necessária para sustentar essa atividade. Com o passar dos anos, passou a ser considerado um gentílico alternativo para os moradores da cidade, se tornando sinônimo de brasiliense.
Segundo Edwardes Cabral, carpinteiro da Construtora Rabelo, que construiu o Palácio da Alvorada, o Presidente Juscelino Kubistchek, sempre sorridente e afável com os operários, abraçava-os e dizia: "Eu sou o candango número 1. Você é o número 2".

## Histórico
Os primeiros trabalhadores que chegaram em Brasília em meados de outubro de 1956 vieram de Belo Horizonte por ordem do engenheiro Roberto Pena para trabalhar na construção do Catetinho. Aqui eles se abrigavam das fortes chuvas do cerrado em barracas cedidas pelo Exército.

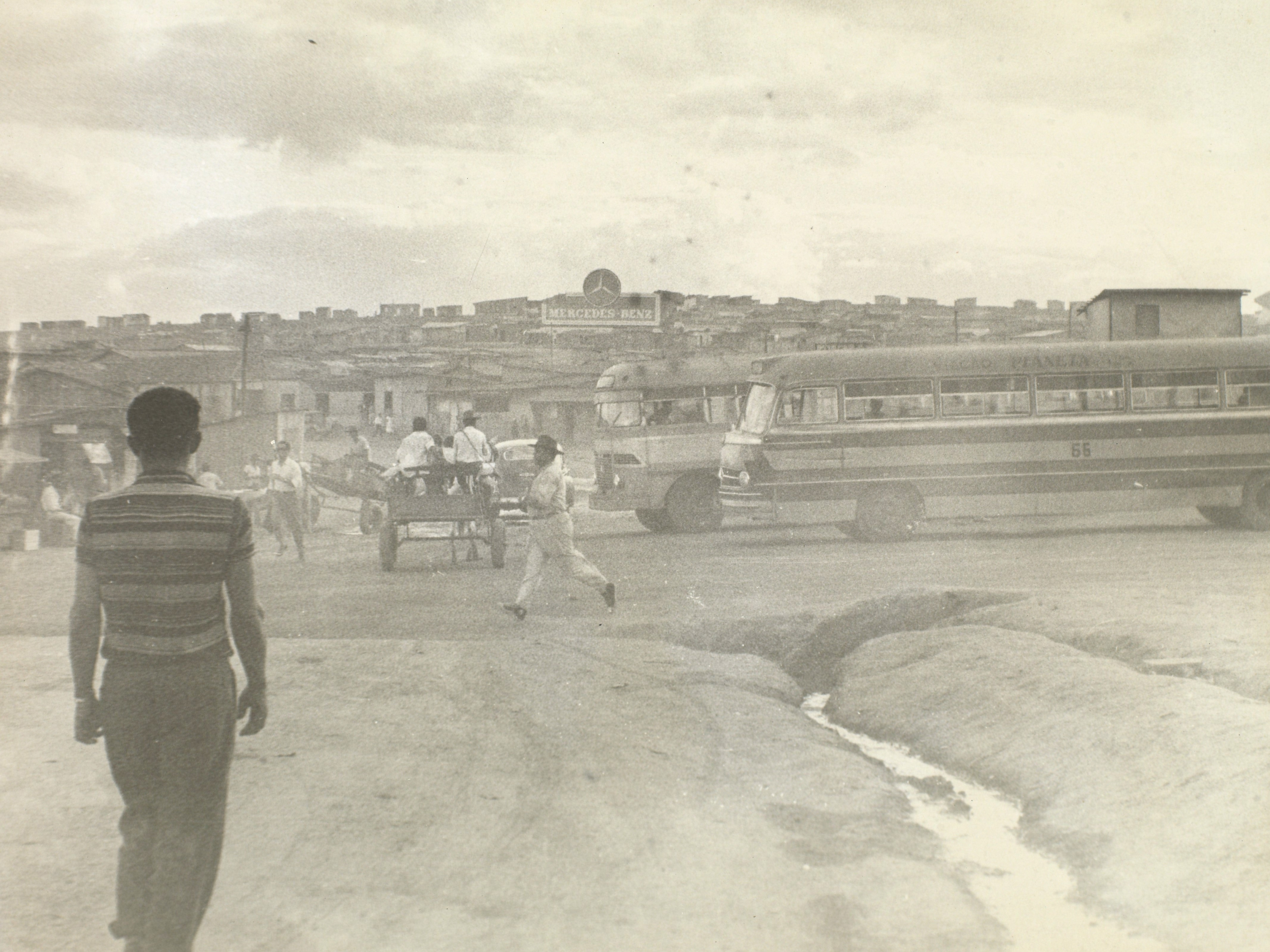
A Cidade Livre, a maior das cidades dos candangos

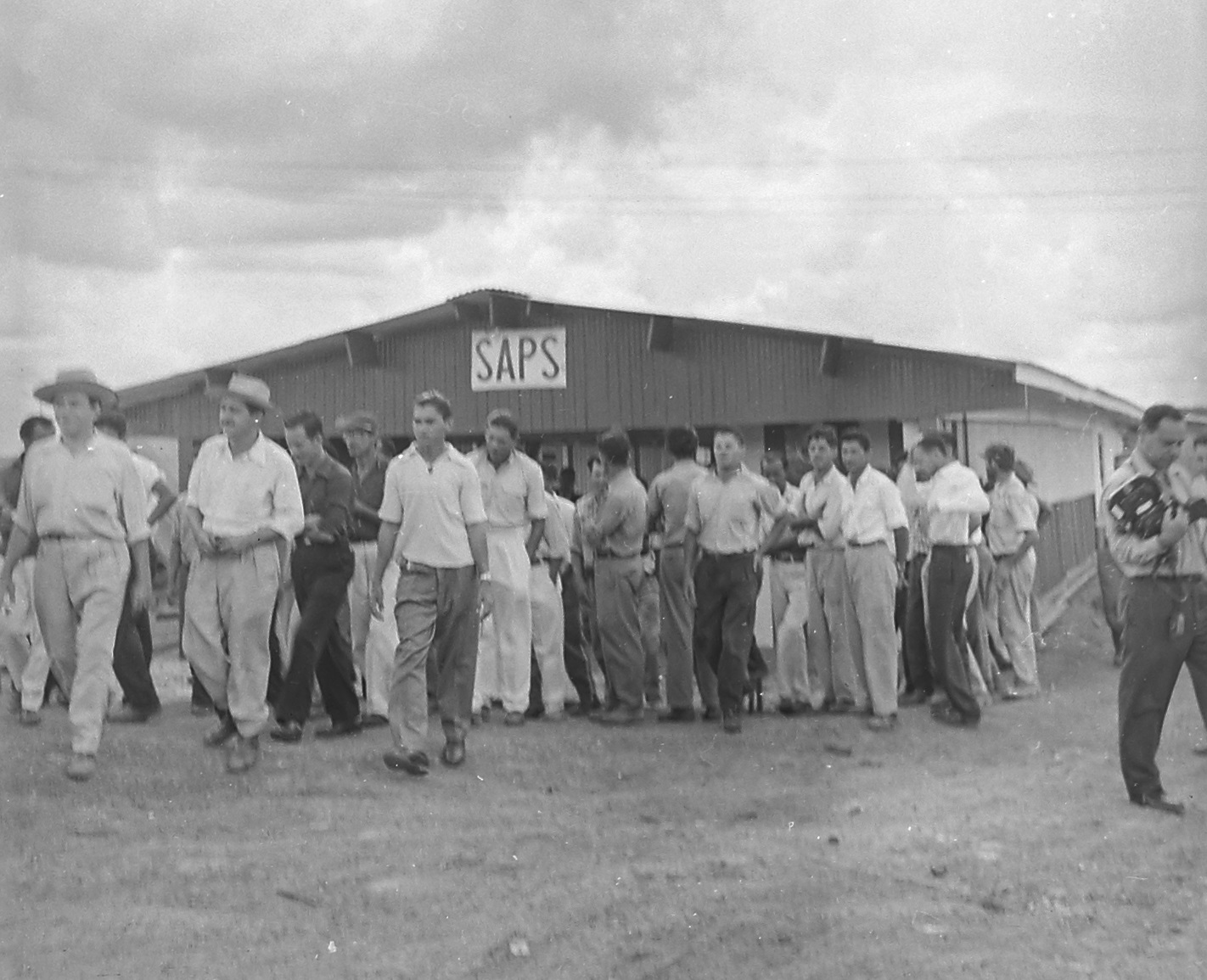
O Serviço de Alimentação Popular (SAPS) mantinha um restaurante na atual Candangolândia

No Plano Piloto, as primeiras obras foram a Igreja Nossa Senhora de Fátima, o Brasília Palace Hotel e o Palácio da Alvorada, o que demandou mais mão-de-obra e, por conta disso, todos os dias chegavam caminhões pau de arara apinhados de pessoas para desempenhar essa função; eram os homo faber (expressão para designar os homens realizadores, fazedores), em sua maioria vinham do Norte e Nordeste do país, sempre buscando melhores condições de vida e trabalho. Para acolher  esse fluxo migratório, surgiram os acampamentos pioneiros, em geral, montados pelas construtoras para receber seus funcionários.
A Novacap, assim que se instalou na região da atual Candangolândia com seus galpões, montou alojamentos para os trabalhadores solteiros e "barracos" para os casados, que ficaram conhecidos como Lonalândia, por serem cobertos com lonas. Apesar disso, na região havia também algumas casas de bom padrão, que atendiam aos engenheiros e funcionários técnicos e administrativos da companhia. Para a época, a infraestrutura geral deste acampamento era considerada boa. Por estar próximo da sede da Novacap, o acampamento se beneficiava da energia elétrica dos geradores da empresa, da rede de água, da escola que foi construída, do hospital e posto de saúde, do posto policial e do Serviço de Alimentação Popular (SAPS) que mantinha um restaurante na região e outras melhorias.

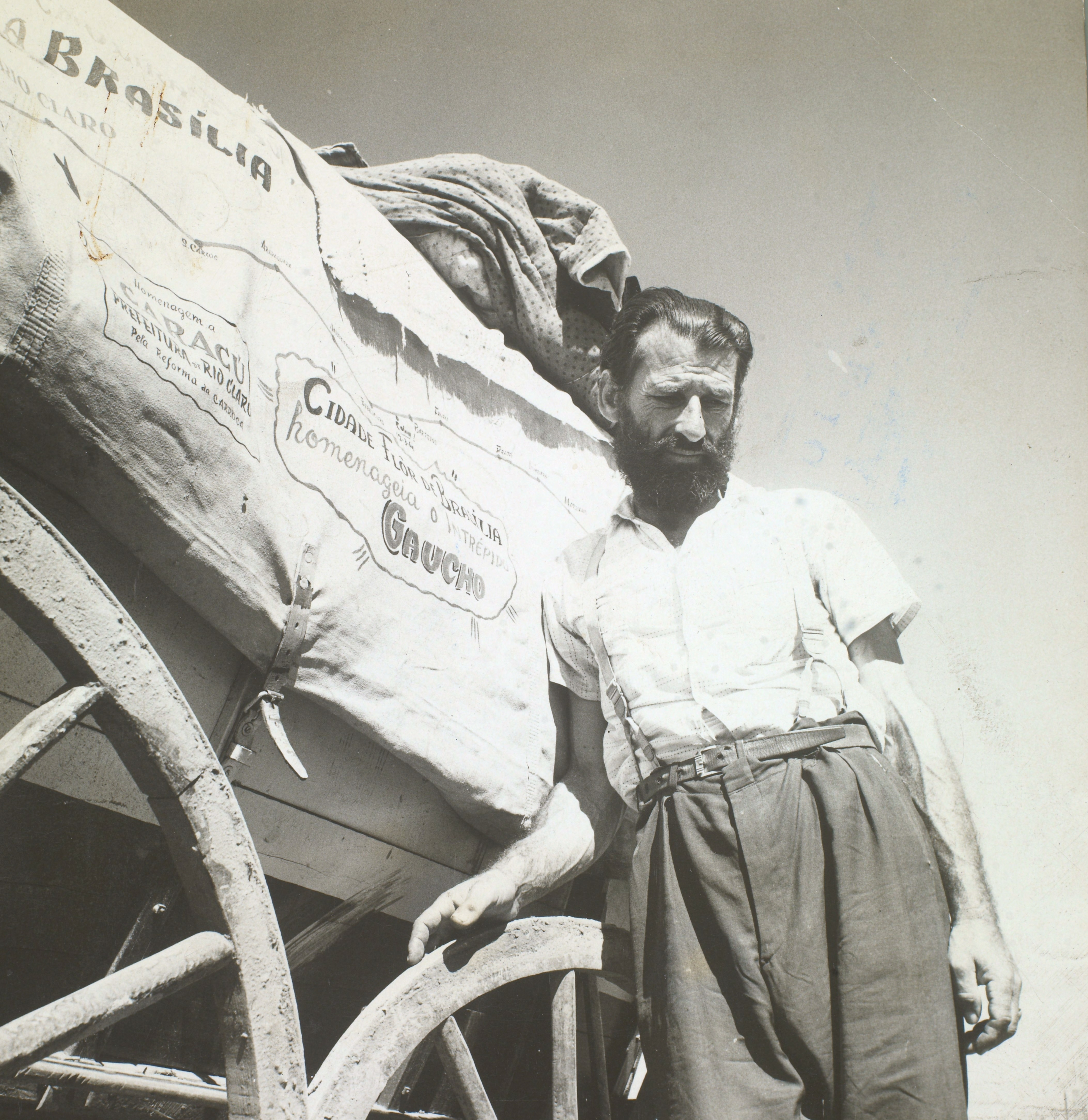
Gaúcho de mudança para Brasília.A maioria dos candangos era da região Nordeste do Brasil

Além do acampamento da Novacap, outro que surgiu logo no início da construção da capital foi o da Vila Planalto ou Acampamento da Rabelo, nas imediações do Hotel e do Palácio da Alvorada. À medida que as obras prioritárias, como a Praça dos Três Poderes, o Congresso Nacional, a Esplanada dos Ministérios, eram realizadas, surgiam acampamentos ao redor delas para facilitar o deslocamento dos operários já que ainda não havia sistema de transporte público. A própria Novacap se mudou para mais perto do Plano Piloto, o que levou o antigo alojamento a receber um novo apelido: Velhacap. Perto desses acampamentos, proliferaram mais locais de residência e comércio para dar suporte ao contingente crescente populacional do Distrito Federal. A Cidade Livre foi a maior e mais representativa desse período; era o centro comercial pulsante de Brasília.

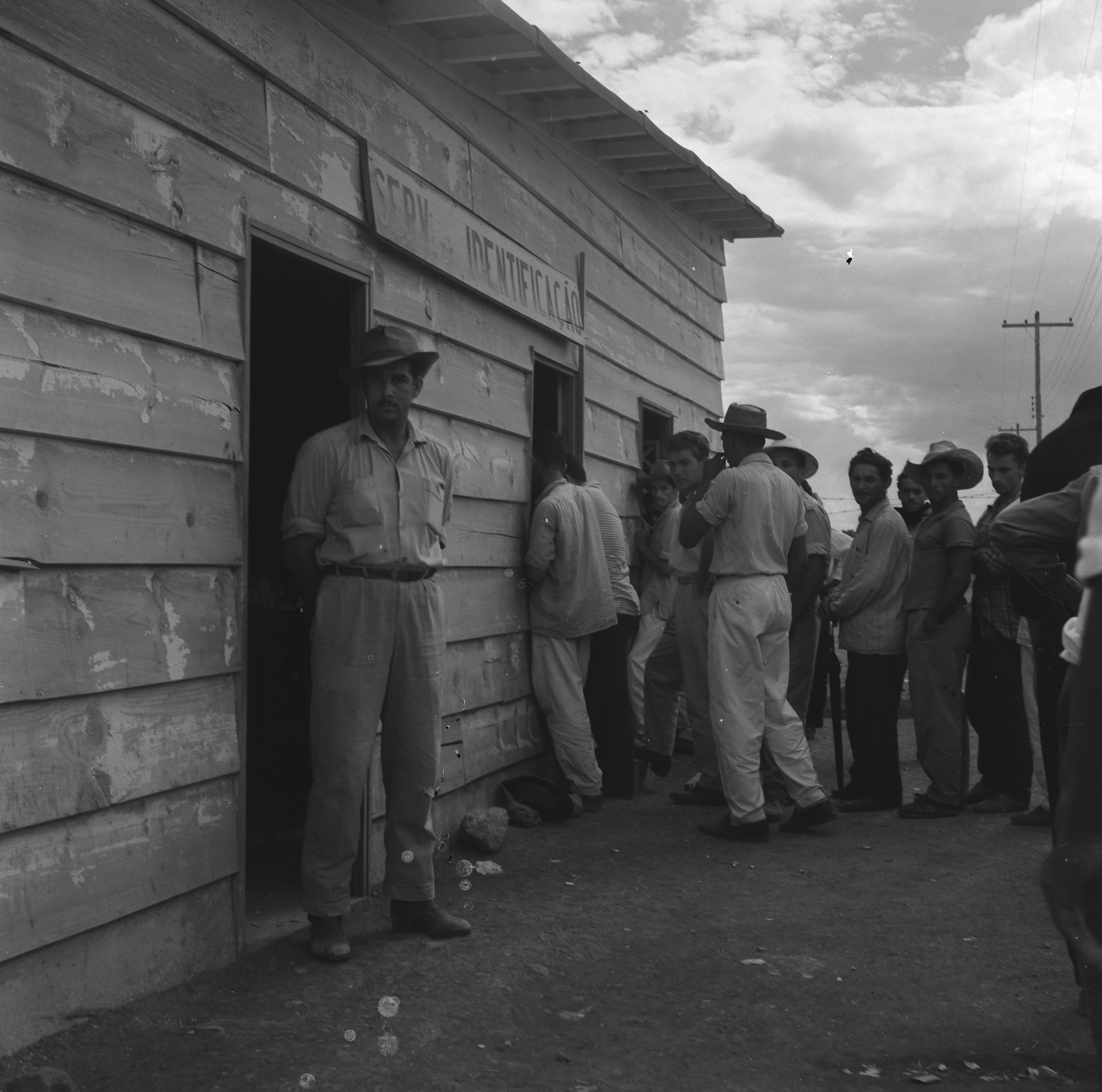
Serviço de Identificação e cadastro dos operários. Assim que chegavam em Brasília os Candangos se registravam para poder trabalhar nas obras.

Nos planos da Administração Pública estava claro o caráter temporário tanto dos acampamentos quando da contratação dos trabalhadores, que ao finalizar a obra, voltariam para suas cidades. Isso era tão certo, que não houve venda de lotes além do planejamento inicial. As casas e barracos eram todos de madeiras e as edificações em alvenaria eram proibidas, reforçando o cunho transitório destas moradias. O planejamento para quem desejasse permanecer em Brasília após a inauguração já constava no Relatório de Lúcio Costa sobre seu plano piloto: "Devemos impedir a enquistação de favelas tanto na periferia urbana quanto rural. Cabe à Companhia Urbanizadora prover dentro do esquema proposto acomodações decentes e econômicas para a totalidade da população".
Assim, surgiram as cidades-satélites, áreas mais distantes do centro, como Ceilândia, Taguatinga e Samambaia, para onde muitos candangos foram removidos e fixaram residência na capital; enquanto outros permaneceram nas antigas áreas dos acampamentos como os casos da Vila Planalto, Núcleo Bandeirante e Candangolândia.

## Pioneiros ou candangos?
No início, havia um tom pejorativo em ser chamado de Candango. É sabido que a palavra tem origem em Quimbundo e veio para o Brasil com a cultura dos escravos usada com desprezo para se referir "aos senhores portugueses dos engenhos de açúcar. Com o tempo, invertido o alvo da depreciação, passou a nomear o mestiço do índio e do negro, sinônimo de cafuso". mais comum no interior do país, que migrava para outras regiões, promovendo o êxodo. Nesse contexto, o operário que aqui chegava, mesmo sendo um migrante, não gostava de ser tratado por esse termo, porque não carregava consigo o apelo demeritório atribuído à palavra candango ao longo de nossa história.

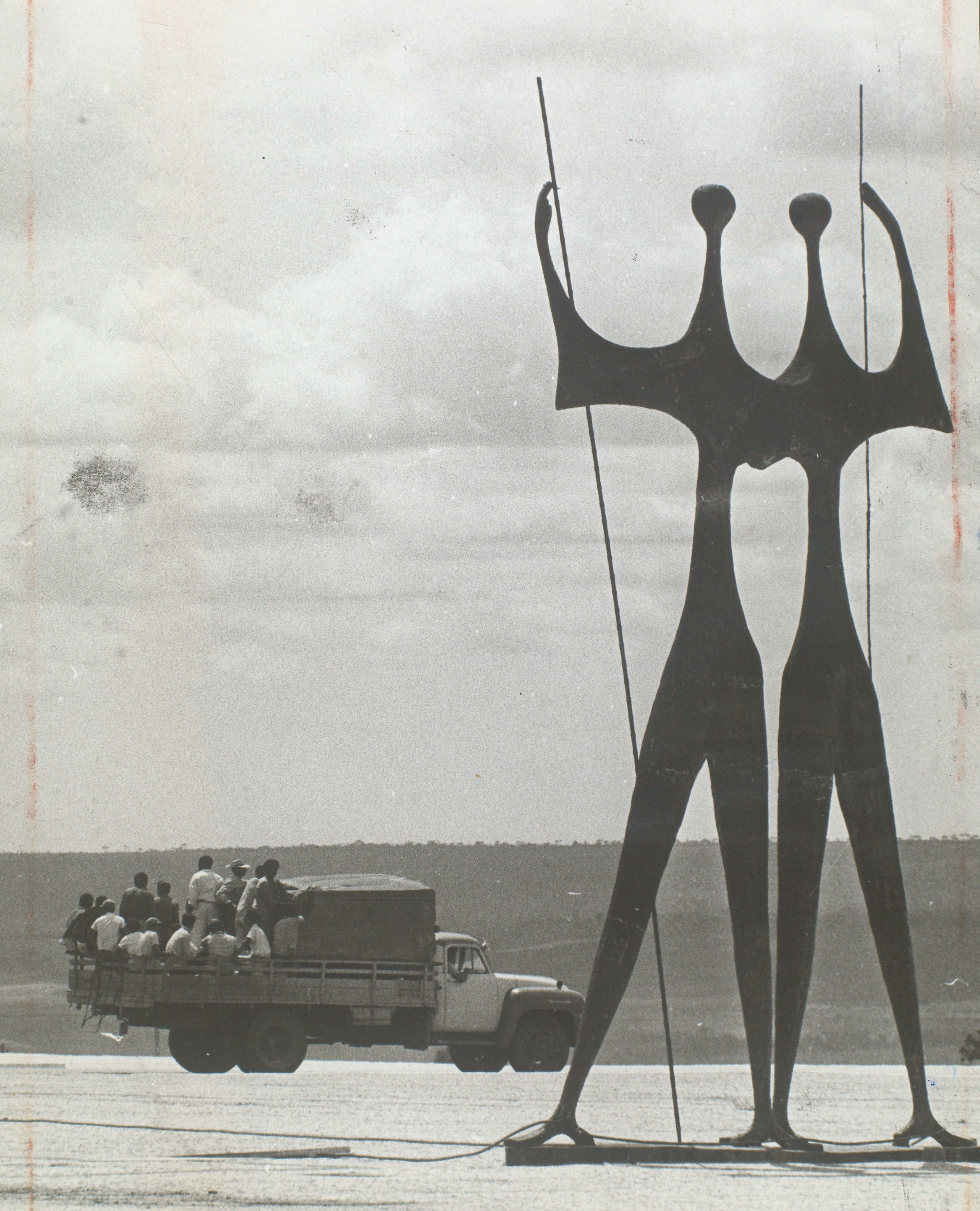
Candangos na Praça dos Três Poderes. A escultura na praça, originalmente chamada Os Guerreiros, acabou ficando conhecida como Os Candangos.

Pioneiro era o empreendedor: o comerciante que vinha em busca de oportunidade de negócios com algum valor para investir; o profissional com um nível mais elevado de escolaridade para trabalhar nas construtoras, nos setores administrativos das empresas, como também os engenheiros, os arquitetos, os técnicos. Esses não eram vistos como candangos, não a princípio. Os visitantes, os empreiteiros, os políticos e as madames com suas roupas limpinhas e chapéus também não eram candangos. Mas bastava saírem do hotel sob o sol e bater uma brisa mais forte para fazer subir a poeira vermelha e fina do cerrado para que todos ficassem empoeirados, suados e impregnados com o "espírito de Brasília" que igualava a todos. Não demorou muito e se percebeu uma apropriação do termo candango: ser candango passou a ser motivo de orgulho e batalha; ser pioneiro era ser candango.
Atualmente, o gentílico que o cidadão do Distrito Federal se autoatribui é candango, mas o oficial é brasiliense.
| “               | [...] CANDANGO passou definitivamente a ser o gentílico de Brasília, como é carioca aquele que nasce no Rio... | ” |
| — Ernesto Silva | |   |

## Os candangos na atualidade
Apesar do termo ter se tornado uma sinônimo genérico dos habitantes do Distrito Federal, muitos dos candangos originais, os construtores da cidade e outros migrantes, se tornaram parcela importante da população brasiliense. Segundo pesquisa da Companhia de Planejamento do Distrito Federal (Codeplan) divulgada em abril de 2020, 55,3% dos moradores da cidade haviam nascido no Distrito Federal e 44,7% tinham vindo de outros estados. Dos cerca de 1,5 milhão de migrantes, perto de 644 mil vieram da Região Nordeste.

## Datas
Em 17 de julho de 2020, o governador do Distrito Federal Ibaneis Rocha sancionou uma lei de autoria do deputado distrital Fernando Fernandes estabelecendo o dia 12 de setembro como o Dia do Candango. Segundo o deputado, o objetivo é homenagear os construtores da cidade.